# Hayden (Colorado)
Hayden è un centro abitato (town) degli Stati Uniti d'America, situato nella contea di Routt dello Stato del Colorado. Nel censimento del 2000 la popolazione era di 1.634 abitanti.

## Geografia fisica
Secondo i rilevamenti dell'United States Census Bureau, Hayden si estende su una superficie di 6,4 km².